# اللغة التاهيتية
اللغة التاهيتية،  يبلغ عدد المتحدثين بها قرابة 120.000 شخص وتُستخدم في جزيرة تاهيتي التابعة لبولينزيا الفرنسية. تُعتبر لغة مهمشة لدرجة أن أفراد الشعب التاهيتي لا يستخدمها كثيرا فيما بينهم بل يستخدمون اللغة الفرنسية عوضاً عنها وهذا بسبب سطوة المحتل الفرنسي ورغبته في إذابة الشعب التاهيتي والإجهاز على لغتهم التي تحدثوا بها لالآف السنين [بحاجة لمصدر].
يخشى من انقراض اللغة التاهيتيية على مدى السنوات القادمة إذا استمر هذا التهميش المتعمد[بحاجة لمصدر].

## مواضيع ذات صلة
- الشعب التاهيتي.
- جزيرة تاهيتي.
- بولينزيا الفرنسية.